# Österreichs Wanderdörfer
Österreichs Wanderdörfer (ÖWD) ist ein Verein mit 46 Wanderregionen und 58 Wanderdörfern (Stand 2020) in Österreich, der sich schwerpunktmäßig mit den Themen „Erlebnis Natur“ und „Bewegung in der Natur“ und „Wandern in Österreich“ touristisch auseinandersetzt. Durch das Motto „Die Magie des Gehens“ soll das Wandern und die Wertschätzung der Natur an Urlauber vermittelt werden.

## Allgemeines
Der Verein erreicht eine Flächendeckung von knapp 50 % Österreichs. Österreichs Wanderdörfer wurden von der Firma TAO Beratungs- und Management GmbH mit Sitz in Villach (Kärnten) unter der Geschäftsführung von Sieghard Preis gegründet und betreut. 2019 hat Ulrich Andres die Geschäftsführung übernommen. Um die Qualität des Wandererlebnisses in den Regionen zu sichern, gibt es seit 2003 das Österreichische Wandergütesiegel. Derzeit erfüllen 34 Wanderdörfer, -wege und -gastgeber in Österreichs Wanderdörfern die Qualitätskriterien des Siegels.

## Geschichte
Der Verein wurde 1991 unter dem Namen „Dorfurlaub in Österreich“ gegründet und hatte schon damals das Ziel, den Tourismus nach streng ausgewählten Kriterien wie landestypischer Ortsbildcharakter, ökologische Belastungsgrenzen und Mindestmaßnahmen sowie soziale Belastungsgrenzen zu unterstützen und zu fördern. Der Fokus hat sich immer mehr auf das Thema Wandern gerichtet und so wurde der Arbeitsschwerpunkt 1998 auch namentlich verankert.

## Ziele und Aufgaben
Das Ziel des Vereins Österreichs Wanderdörfer ist es, den Wandertourismus in Österreich zu fördern und die Einzigartigkeit der Landschaften an die Urlauber zu vermitteln. Alle Wanderregionen und Wanderdörfer müssen bestimmte Kriterien erfüllen, um Mitglied des Vereins zu werden. Sie sollen das Abenteuer Natur vermitteln, eine ausgebaute Wanderinfrastruktur vorweisen und damit einen ausgezeichneten Wanderurlaub garantieren.

## Auszeichnungen
- 1993: wurde der Verein mit dem international anerkannten „Tourism for Tomorrow Award“ ausgezeichnet.

## Mitglieder
Derzeit umfassen Österreichs Wanderdörfer folgende Regionen (nach Bundesländern gegliedert):

### Vorarlberg
- Warth-Schröcken
- Lech-Zürs am Arlberg
- Montafon
- Bregenzerwald

### Tirol
- Alpbachtal
- Ferienregion TirolWest
- Hopfgarten
- Kitzbüheler Alpen – Brixental
- Kitzbüheler Alpen – St. Johann in Tirol
- Olympiaregion Seefeld
- Ötztal
- PillerseeTal – Kitzbüheler Alpen
- Wilder Kaiser
- Wildschönau

### Osttirol
- Osttirol

### Kärnten
- Der Millstätter See. Das Juwel in Kärnten.
- Hohe Tauern – die Nationalpark-Region in Kärnten
- Nassfeld-Pressegger See/Lesachtal/Weissensee
- Wolfsberg/Lavanttal

### Salzburg
- Altenmarkt – Zauchensee
- Annaberg-Lungötz
- Eben im Pongau
- Ferienregion Nationalpark Hohe Tauern
- Flachau
- Filzmoos
- Gastein
- Großarltal – Tal der Almen
- Hochkönig
- Radstadt
- Rußbach Dachstein West
- Saalbach-Hinterglemm
- Salzburger Saalachtal
- Salzburger Sportwelt
- St. Johann im Pongau
- Wagrain – Kleinarl

### Niederösterreich
- Waldviertel
- Wanderregion Mostviertel Alpin
- Wiener Alpen in Niederösterreich

### Steiermark
- Fischbach in der Region Joglland – Waldheimat
- Krakau
- Murau
- Naturpark Zirbitzkogel-Grebenzen
- Ramsau am Dachstein
- Schladming in der Region Schladming-Dachstein
- Soboth

### Burgenland
- Bad Tatzmannsdorf